# سومرست ضد ستيوارت
سومرست ضد ستيوارت (1772) (المعروف أيضًا باسم قضية سومرست، وحكم مانسفيلد) هو حكم صادر عن محكمة مجلس الملك الإنجليزية في عام 1772، فيما يتعلق بحق الشخص المستعبد على الأراضي الإنجليزية في عدم إبعاده قسرًا من البلاد، وإرساله إلى جامايكا للبيع. وفقًا لأحد التقارير الخاصة بالقضية، قرر اللورد مانسفيلد أن:
حالة العبودية هي من طبيعة تجعلها غير قادرة على أن تُدخل لأي سبب من الأسباب، سواء كانت أخلاقية أو سياسية، إلا من خلال قانون تشريعي والذي يستمر في الاحتفاظ بقوته حتى بعد أن تُمحى الأسباب، والظروف، والزمن الذي أُنشئ فيه من الذاكرة. العبودية مكروهة لدرجة أنه لا يمكن قبولها أو دعمها إلا من خلال قانون تشريعي. وبغض النظر عن المضايقات أو النتائج التي قد تترتب على القرار، لا يمكنني القول إن هذه الحالة مسموح بها أو معترف بها بموجب القانون الإنجليزي، وبالتالي يجب الإفراج عن الشخص الأسود.
لم يكن الرق مصرحًا به من قبل القانون داخل إنجلترا وويلز، ووجد اللورد مانسفيلد أيضًا أنه غير مدعوم داخل إنجلترا بالقانون العام، على الرغم من أنه لم يعلق على الوضع في أقاليم ما وراء البحار للإمبراطورية البريطانية. لقد كانت هذه القضية محط اهتمام كبير في جميع أنحاء الإمبراطورية، وخاصة في المستعمرات الأمريكية الثلاث عشرة. اختلف العلماء حول تحديد سابقة قانونية محددة وضعتها هذه القضية.

## الحقائق
جيمس سومرست، وهو أفريقي مستعبد، اشتراه تشارلز ستيوارت، وهو ضابط جمارك، عندما كان في بوسطن بمقاطعة خليج ماساتشوستس، وهي مستعمرة ملكية بريطانية في أمريكا الشمالية.
أحضر ستيوارت سومرست معه عندما عاد إلى إنجلترا في عام 1769، ولكن في أكتوبر 1771 هرب سومرست. بعد استعادته في نوفمبر، سجنه ستيوارت على متن السفينة آن وماري (تحت قيادة الكابتن جون نولز)، متجهًا إلى مستعمرة جامايكا البريطانية. أمر ببيع سومرست إلى مزرعة للعمالة. قدم عرابو سومرست الثلاثة من معموديته كمسيحي في إنجلترا -جون مارلو وتوماس ووكين وإليزابيث كيد- طلبًا في 3 ديسمبر أمام محكمة مجلس الملك للحصول على أمر بالمثول أمام القضاء. قدم الكابتن نولز في 9 ديسمبر سومرست أمام محكمة مجلس الملك، والتي كان عليها أن تحدد ما إذا كان سجنه قانونيًا.
أمر رئيس قضاة محكمة مجلس الملك، اللورد مانسفيلد، بعقد جلسة استماع في 21 يناير، وفي هذه الأثناء أطلق سراح السجين بكفالة. مُنح محامي سومرست الوقت اللازم للتحضير للدفاع، ولذلك لم يُنظر في القضية حتى 7 فبراير 1772. خلال هذه الفترة، أثارت القضية اهتمامًا كبيرًا في الصحافة، وتبرع العديد من أفراد الجمهور بأموال لدعم المحامين على كلا الجانبين.
كان غرانفيل شارب، وهو رجل علماني مناهض للعبودية، الداعم الحقيقي لجيمس سومرست. سعى شارب باستمرار لاختبار القضايا التي تتحدى التبريرات القانونية للعبودية. عند الاستماع إلى القضية، ظهر خمسة محامين للدفاع عن سومرست، وتحدثوا في ثلاث جلسات بين فبراير ومايو. كان من بين هؤلاء المحامين فرانسيس هارغريف، وهو محام شاب اشتهر من خلال هذه القضية كونها قضيته الأولى، وجيمس مانسفيلد، والمحامي ويليام ديفي، والمحامي جون غلين، وجون ألين، والمحامي الأيرلندي المعروف والخطيب جون فيلبوت كوران، الذي غالبًا ما اقتبس الأمريكيون المناهضون للعبودية، مثل فريدريك دوغلاس وهيريت بيتشر ستو في روايتها كوخ العم توم، الفصل 37، من دفاعاته عن سومرست.
جادل المدافعون عن سومرست بأنه في حين أن القوانين الاستعمارية قد تسمح بالعبودية، لم يعترف القانون العام لإنجلترا ولا أي قانون قانوني صادر عن مجلس النواب بوجود العبودية، وبالتالي فإن العبودية في إنجلترا كانت غير قانونية. كما جادلوا بأن قانون العقود الإنجليزي لا يسمح لأي شخص باستعباد نفسه، ولا يمكن أن يكون أي عقد ملزمًا دون موافقة الشخص. ركزت الحجج على التفاصيل القانونية بدلًا من أي مبادئ إنسانية. عندما عرض محاميا تشارلز ستيوارت قضيتهما، جادلوا بأن الممتلكات لها أهمية قصوى وأنه سيكون من الخطر تحرير جميع السود في إنجلترا (الذين، وفقًا لحكم اللورد مانسفيلد اللاحق في القضية، بلغ عددهم 14000 أو 15000).

## الحكم
بعد الاستماع إلى المرافعات الشفوية، اقترح اللورد مانسفيلد على ستيوارت أن يتجنب التأثيرات المحتملة البعيدة المدى على أرباح مالكي العبيد إذا سمح لسومرست بالحصول على حريته ولم يصر على إصدار المحكمة لحكم نهائي. وقال مانسفيلد: إذا لم يُقبل هذا الاقتراح، فسوف يصدر الحكم، و«دعِ العدالة تأخذ مجراها بغض النظر عن العواقب».

في جلسة عيد الفصح، 14 مايو 1772.
... السيد ستيوارت لا يقدم أي ادعاء على أساس العقد، بل يستند في طلبه الكامل على حقه في استعباد الزنجي، ويذكر أن الغرض من احتجازه هو إرساله إلى جامايكا لبيعه. إذا أرادت الأطراف الحكم، فلتحقق العدالة بغض النظر عن العواقب. قد لا يكون سعر 50 جنيهًا إسترلينيًا للرأس مرتفعًا، ولكن تحرير العبيد يسبب خسائر للملاك بأكثر من 700,000 جنيه إسترليني. كيف سيكون موقف القانون فيما يتعلق بتسوية أوضاعهم، أجورهم؟ كم عدد القضايا التي ستنشأ عن أي إكراه بسيط من قبل السيد؟ لا يمكننا في أي من هذه النقاط توجيه القانون، بل القانون يجب أن يحكمنا. في هذه الأمور، قد يكون من الأهمية بمكان النظر في الأحكام التي يحددها القانون. يمكن للسيد ستيوارت إنهاء السؤال بإطلاق سراح الزنجي أو منحه الحرية.
اختار ستيوارت الاستمرار في القضية، وتقاعد مانسفيلد لاتخاذ قراره، مع الاحتفاظ بالحكم لأكثر من شهر. أصدر حكمه في 22 يونيو 1772 (هذه النسخة، مع الفقرات الحديثة، منقولة من رسالة إلى صحيفة جينرال إيفننغ بوست، التي قدمت تقريرًا عن المحاكمة).

مصطلح الثالوث، 22 يونيو 1772.
نحن نولي اهتمامًا كبيرًا لرأي السير فيليب يورك والسيد تالبوت في عام 1729، فقد تعهدا للمزارعين البريطانيين بتوضيح العواقب القانونية لجلب العبيد إلى المملكة أو تعميدهم. أكد هذا الرأي وكرره اللورد هاردويك عندما شغل منصب المستشار في 19 أكتوبر 1749. في ذلك الوقت، كان هناك اعتقاد شائع بأن العبد يصبح حرًا إذا وصل إلى إنجلترا أو إذا أصبح مسيحيًا. لكن اللورد هاردويك أوضح أن هذا الاعتقاد لا يستند إلى أي أساس قانوني. أشار إلى أنه عندما كان هو والسيد تالبوت يشغلان منصبي المدعي العام والنائب العام، كان هذا المفهوم قويًا لدرجة أن المزارعين منعوا عبيدهم عمدًا من أن يصبحوا مسيحيين خوفًا من تحريرهم. بناءً على ذلك، وبعد دراسة مستفيضة، توصل السير فيليب يورك والسيد تالبوت إلى رأي واضح بأن وضع العبد لا يتغير تجاه سيده، سواء عمده أو جلبه إلى إنجلترا. على الرغم من أن مرسوم الملك تشارلز الثاني قد ألغى بعض جوانب النظام الإقطاعي، لكن اللورد هاردويك أكد أنه إذا أقر العبد بأنه قِنّ في أي محكمة، فإنه لا يملك حق الحصول على حريته إلا بموافقة سيده.
نحن نشعر بقوة المضايقات والعواقب المترتبة على قرار هذه المسألة. ومع ذلك، من الواضح أننا جميعا نتبنى رأيًا واحدًا بشأن المسألة الوحيدة المطروحة علينا، حتى أننا نعتقد أننا يجب أن نحكم، دون تأجيل المسألة التي ستناقش أمام جميع القضاة، كالمعتاد في أمر الإحضار أمام المحكمة، وكما أشرنا في البداية إلى نية القيام بذلك في هذه القضية. السؤال الوحيد إذن هو، هل هل الأسباب المقدمة لإعادة احتجازه كافية؟ إذا لم يكن كذلك، يجب تسريحه.